# Дышеков, Хазрет Жангериевич
Хазре́т Жангери́евич Дыше́ков (род. 24 августа 1965, Терек, Кабардино-Балкарская АССР) — советский и российский футболист, нападающий, тренер.

## Карьера

### Клубная
Воспитанник кабардино-балкарского футбола. 10 сезонов провёл за «Черноморец». Стал рекордсменом команды по количеству забитых мячей — 137. Сыграл 390 матчей за новороссийский клуб. Также играл за «Кубань», армавирское «Торпедо» и баксанскую «Автозапчасть».

### Тренерская
Тренировал в основном российские команды различных дивизионов.
7 июня 2019 года по итогам заседания КДК РФС от 7 июня 2019 года было принято решение запретить Дышекову осуществлять любую связанную с футболом деятельность в течение одного года. 19 июня 2020 года срок отстранения тренера от футбольной деятельности был продлён. По версии следствия, Олег Баян, являвшийся исполнительным директором клуба «Чайка» (Песчанокопское), вступил в сговор с главным тренером «Черноморца» Дышековым, обещая вознаграждение тренерскому составу и игрокам «Черноморца», Дышеков при этом убедил шестерых игроков отказаться от спортивной борьбы в матче 27-го тура Первенства ПФЛ-2018/19 «Чайка» — «Черноморец» (3:1), состоявшемся 13 мая 2019 года.

## Достижения
- Серебряный призёр первого дивизиона: 2002 (выход в премьер-лигу)
- Победитель второго дивизиона (зона Юг): 2007 (выход в первый дивизион)
- Серебряный призёр второго дивизиона (зона Юг): 2004
- Лучший тренер зоны «Юг» Второго дивизиона России: 2010 (выход в первый дивизион)